# Team Sunweb/2019
Deze pagina geeft een overzicht van de Team Sunweb-wielerploeg in 2019.

## Algemeen
Algemeen manager: Iwan Spekenbrink
Teammanager: Rudi Kemna
Ploegleiders: Arthur van Dongen, Adriaan Helmantel, Luke Roberts, Herman Snoeijink, Tom Veelers, Aike Visbeek
Fietsmerk: Cervélo

## Tenue
Het tenue van 2019 is qua kleurstelling ten opzichte van 2018 veranderd. In plaats van overwegend wit met twee zwarte verticale stroken over het midden is er nu sprake van een overwegend rode trui met twee witte verticale stroken.
| · 2019 |

## Renners
| Naam                   | Geboortedatum | Nationaliteit    | Ploeg 2018                       |
| ---------------------- | ------------- | ---------------- | -------------------------------- |
| Nikias Arndt           | 18-11-1991    | Duitsland        |                                  |
| Jan Bakelants          | 14-02-1986    | België           | AG2R La Mondiale                 |
| Cees Bol               | 27-07-1995    | Nederland        | SEG Racing Academy en stage      |
| Roy Curvers            | 27-12-1979    | Nederland        |                                  |
| Tom Dumoulin           | 11-11-1990    | Nederland        |                                  |
| Johannes Fröhlinger    | 09-06-1985    | Duitsland        |                                  |
| Chad Haga              | 26-08-1988    | Verenigde Staten |                                  |
| Chris Hamilton         | 18-05-1995    | Australië        |                                  |
| Jai Hindley            | 05-05-1996    | Australië        |                                  |
| Marc Hirschi           | 24-08-1998    | Zwitserland      | Development Team Sunweb          |
| Lennard Kämna          | 09-09-1996    | Duitsland        |                                  |
| Max Kanter             | 22-10-1997    | Duitsland        | Development Team Sunweb en stage |
| Wilco Kelderman        | 25-03-1991    | Nederland        |                                  |
| Asbjørn Kragh Andersen | 09-04-1992    | Denemarken       | Team Waoo                        |
| Søren Kragh Andersen   | 10-08-1994    | Denemarken       |                                  |
| Michael Matthews       | 26-09-1990    | Australië        |                                  |
| Joris Nieuwenhuis      | 11-02-1996    | Nederland        | Development Team Sunweb          |
| Sam Oomen              | 15-08-1995    | Nederland        |                                  |
| Casper Pedersen        | 15-03-1996    | Denemarken       | Aqua Blue Sport                  |
| Robert Power           | 11-05-1995    | Australië        | Mitchelton-Scott                 |
| Nicolas Roche          | 03-07-1984    | Ierland          | BMC Racing Team                  |
| Michael Storer         | 28-02-1997    | Australië        |                                  |
| Martijn Tusveld        | 09-09-1993    | Nederland        |                                  |
| Louis Vervaeke         | 06-10-1993    | België           |                                  |
| Max Walscheid          | 13-06-1993    | Duitsland        |                                  |

### Vertrokken
| Naam             | Geboortedatum | Nationaliteit | Ploeg 2019       |
| ---------------- | ------------- | ------------- | ---------------- |
| Phil Bauhaus     | 08-07-1994    | Duitsland     | Bahrain-Merida   |
| Laurens ten Dam  | 13-11-1980    | Nederland     | CCC Team         |
| Simon Geschke    | 13-03-1987    | Duitsland     | CCC Team         |
| Lennard Hofstede | 29-12-1994    | Nederland     | Team Jumbo-Visma |
| Tom Stamsnijder  | 15-05-1985    | Nederland     | Gestopt          |
| Mike Teunissen   | 25-08-1992    | Nederland     | Team Jumbo-Visma |
| Edward Theuns    | 30-04-1991    | België        | Trek-Segafredo   |

## Overwinningen
| Tour Down Under Jongerenklassement: Chris Hamilton Tirreno-Adriatico Jongerenklassement: Sam Oomen Nokere Koerse Cees Bol Ronde van Catalonië 2e etappe: Michael Matthews 6e etappe: Michael Matthews Puntenklassement: Michael Matthews | Ronde van Californië 7e etappe: Cees Bol Ronde van Noorwegen 1e etappe: Cees Bol Ronde van Italië 21e etappe: Chad Haga Ronde van Spanje 8e etappe: Nikias Arndt Ronde van Duitsland Jongerenklassement: Marc Hirschi | Grote Prijs van Quebec Michael Matthews BinckBank Tour Ploegenklassement: *1) Omloop van het Houtland Max Walscheid |

*1) Ploeg BinckBank Tour: Bakelants, Curvers, Hirschi, Kragh Andersen, Nieuwenhuis, Pedersen, Tusveld
Mannen: 1999 · 2000 · 2001 · 2002 · 2003 · 2004 · 2005 · 2006 · 2007 · 2008 · 2009 · 2010 · 2011 · 2012 · 2013 · 2014 · 2015 · 2016 · 2017 · 2018 · 2019 · 2020 · 2021 · 2022 · 2023 · 2024 · 2025
Vrouwen: 2011 · 2012 · 2013 · 2014 · 2015 · 2016 · 2017 · 2018 · 2019 · 2020 · 2021 · 2022 · 2023 · 2024 · 2025
AG2R-La Mondiale · Astana Pro Team · Bahrain-Merida · BORA-hansgrohe · CCC Team · Deceuninck–Quick-Step · EF Education First · Groupama-FDJ · Lotto Soudal · Mitchelton-Scott · Movistar Team · Team Dimension Data · Team Jumbo-Visma · Team Katjoesja Alpecin · Team INEOS (Team Sky) · Team Sunweb · Trek-Segafredo · UAE Team Emirates